# Pico Granito
El pico Granito (del inglés: Granite Peak), con una altitud de 3904 metros sobre el nivel del mar, es el punto más alto del estado de Montana (Estados Unidos). Está situado en el condado de Park muy cerca de la frontera con el condado de Stillwater y el condado de Carbon. El pico Granito está a 16 km al norte de la frontera de Montana con Wyoming y a 72 km al suroeste de la ciudad de Columbus (Montana).